# Dunajczyk
Dunajczyk – struga, prawy dopływ Łydyni o długości 12,83 km i o powierzchni zlewni 85,2 km². Płynie przez Nizinę Północnomazowiecką, w powiecie mławskim w województwie mazowieckim.
Źródła strugi znajdują się przy zachodniej granicy gminy Stupsk na północny zachód od wsi Dunaj. Dunajczyk wpada do Łydyni przy wschodniej granicy powiatu mławskiego na północ od wsi Krośnice.